# 일드프랑스 트램 4호선
일드프랑스 트램 4호선(프랑스어: Ligne 4 du tramway d'Île-de-France, 간단히 T4라 불림)은 SNCF Voyageurs와 Keolis의 합작화사인 Stretto에서 운영하는 13.3-킬로미터 (8 mi) 길이의 트램트레인 노선이다. 2006년 11월 20일 개통하여 2개의 지선을 통해 프랑스 일드프랑스 센생드니주의 봉디와 올네수부아 / 몽페르메유간을 운행한다.
이 노선은 봉디-올네수부아 선 또는 1875년에 개장한 ligne des Coquetiers에서 복선화 변형 및 설치한, 최초의 프랑스 트램트레인 노선이다.

## 역사

### ligne des Coquetiers

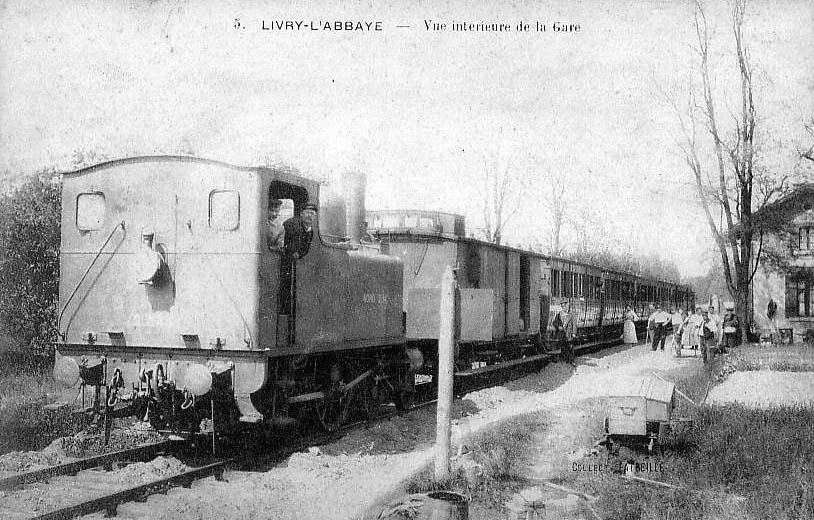
Compagnie du Bondy-Aulnay 시대에 라바예 역에 도착한 기차.

일드프랑스 트램의 4호선은 봉디-올네수부아(Bondy à Aulnay-sous-Bois) 철도 선 또는 "ligne des Coquetiers"로 알려졌으며 1875년부터 올네수부아 역과 봉디 역 사이의 노르(Nord) 및 에스트(Est) 철도 네트워크를 연결했다.
"ligne des Coquetiers"은 노선의 제한된 지역과 서비스 부족으로 인해 사용하지 못했다. 이로 인해 철길 건널목에서 많은 교통 문제가 발생했다. 1993년에 SNCF는 철도 건널목에서 차단 시간을 줄이고 러시아워(봉디-가르강 간 15분 간격, 가르강-올네 간 30분 간격 열차)를 증가시키기 위해 몇 가지 변화를 구현했다. 그러나 서비스 수준이 불충분하고 열차 경로가 지나치게 길어서 무관심한 잠재 이용객에게 더 매력적인 노선을 제공하지 못했다.
이 노선은 2003년 12월에 열차와 도시 전차간의 하이브리드, 즉 트램트레인으로 변형시키는 주요 개조 작업을 위해 폐쇄되었다.

### 노선 변화

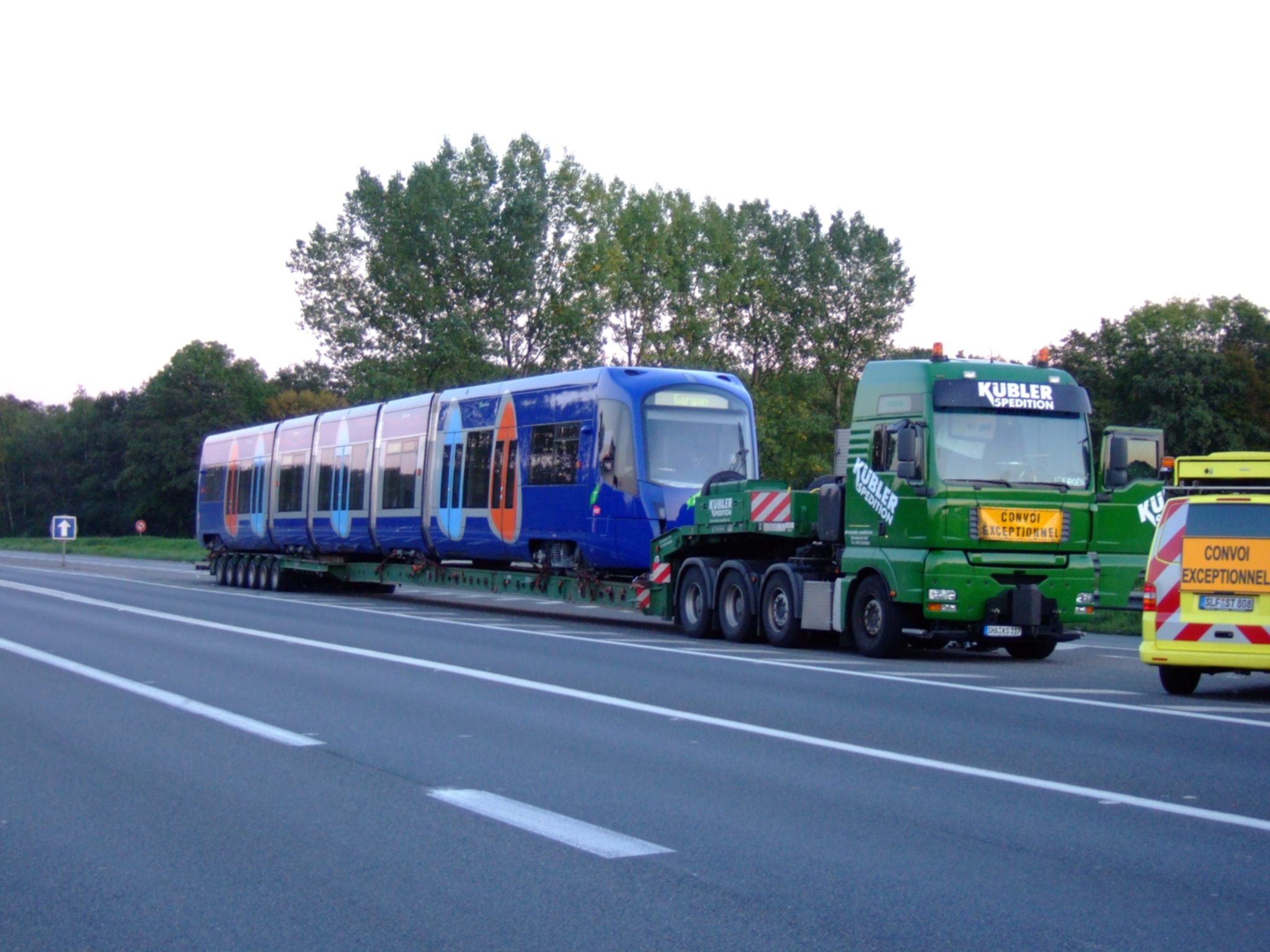
1차도입 U 25500 열차 운반

트램트레인 개념의 개발에 대해서는 이를 이상적인 시스템으로 보아 ligne des Coquetiers를 활성화시키는 계획에 영감을 주었다. 철길 건널목으로 인한 문제를 간단한 도로 교차로로 변환하여 해결하였고, 도시 경관의 혼란을 줄이고 도시 교통의 트램 사용을 확대하면서 서비스를 크게 늘릴수 있었다. 이 기술은 마침내 2001년 SNCF는 열차용 유럽 입찰을 요청하여 채택되었다. 2003년에 초안은 STIF, SNCF, RFF에 의해 승인되었다.

#### 목표
운행 목표는 아래와 같다.:

새로운 노선 계획

- 영업 시작에서 오후 8시까지는 월요일~토요일까지 6분마다, 일요일과 공휴일에는 9분마다 열차가 운행하며, 오후 8시~오후 10시간의 열차는 9분마다, 오후 10시부터 영업 종료까지는 12분마다 열차가 운행한다. 하절기 동안인 7월 14일~8월 31일간에는 주 6분으로 줄어든다.
- 이용객 요구에 보다 잘 대응할 수 있는 신규 역사를 구축.
- 센생드니 주 및 노선 통과 지점의 코뮌과 협력하여 도시간의 트램 노선을 통합하고 철도로 인한 도시 경관의 혼란을 줄인다.
- 신호가 있는 철도 건널목에서 대기 시간을 줄임으로써 도시 교통 네트워크를 수정.

도시 교통 모드로의 개선은 다음과 같은 방법으로 철도 노선을 물리적으로 수정했다.:
- 가르강과 올네수부아 사이의 선로를 두 배로 만들고, RN 3에 육교를 재건하고, 우르크 운하(Canal De l'Ourcq)에서 루즈몽(Rougemont) 교를 확장한다.
- 봉디 역에 추가 선로가 있는 새로운 종착역 건설.
- 철도역의 승객 건물을 없애고 트램 스타일 정류장으로 바꾼다. 가르강 역은 차량 기지를 갖추면서 열차 서비스를 제공하며, 중앙 선로에는 열차 주박으로 쓰고 있다.
- 3개의 추가 정류장 건설:
  - 라르미즈아조렐 : 봉디, 레 코크티에 사이
  - 리세 앙리 셀리에 : 가르강, 라바예 사이
  - 루주몽-샹트루 : 프렝빌-세브랑, 올네수부아 사이
- 철도 건널목을 도로 코드에 맞는 신호 연결로 도로 분기점으로 변환한다.

#### 작업

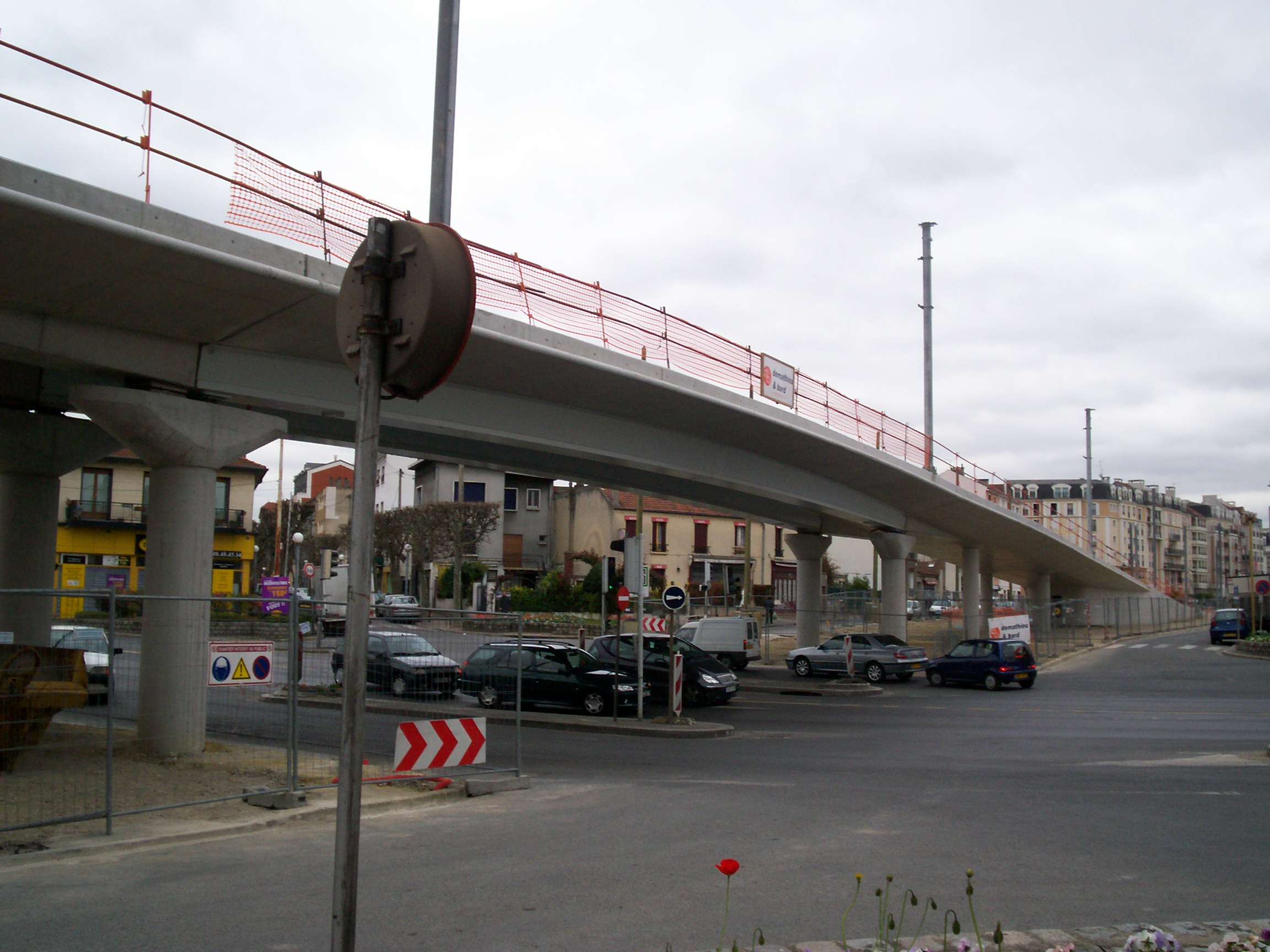
2006년에 건설중인 ex-RN3의 새로운 복선 고가로.

건설은 2004년 6월에 시작되었다. 전체 궤도가 제거 및 재설치되고, 역 승강장이 철거 및 재건축 되었으며, 25kV 전차선이 설치되고, 가르강-올네 구간이 복선으로 만들어졌다. 이를 위해 우르크 운하(de l’Ourcq Canal)의 루즈몽(Rougemont) 교가 넓어졌고, 2005년 6월에는 1932년에 단선으로 지어진 RN3에 고가로와 보도를 설치했다.
6개월 후, 2006년 1월, 가장 큰 규모의 공사가 많은 구경꾼 앞에서 일어났다.: ex-RN3에 통행을 차단한 후, 밤새 새로운 복선 고가로와 보도가 설치되었다. 같은 여름, 첫 열차가 특대 하중으로 보내졌으며, 기술 및 안전 테스트를 위해 노선에 설치되었다.

#### 비용
T4 프로젝트는 12번째 "주-지역 계약 합의(State-Region contract agreement)"의 일부였다. ligne des Coquetiers를 T4호선으로 전환하기 위한 자금 조달(총 5227만 유로 (2003년 1월 비용))은 다음 기관에 공유되었다.:
- 일드프랑스 지역 협의회: 46.94%;
- 프랑스 정부: 23.47%;
- RFF: 18.52% (일드프랑스 지역에서 부분적인 연화 차관);
- 센생드니 주 총회: 9.26%;
- SNCF: 1.82% (일드프랑스 지역의 연화 차관에서 나옴).

SNCF는 15대를 운영하기 위해 필요한 총 6,800만 유로를 지불했다. 노선 운영 연간 비용은 STIF가 제공하는 1120만 유로이다.

### 트램트레인

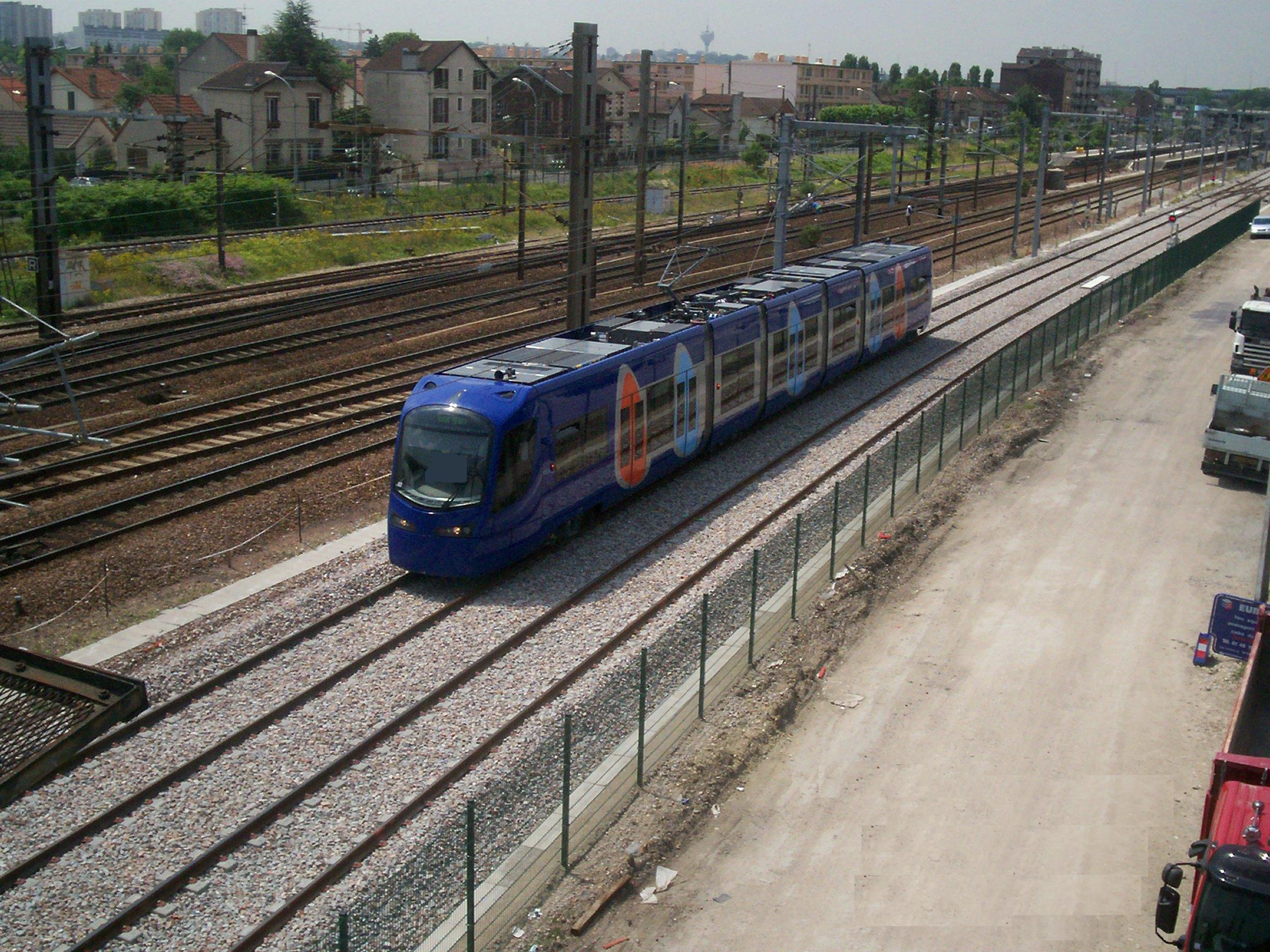
봉디-라르미즈아조렐 역 사이의 U 25500. 대부분의 트렘 노선과는 달리 기차의 도상 궤도를 분명하게 볼 수 있다. 이 노선은 트램과 열차 노선 사이의 복합 노선이다.

일드프랑스 트램 4호선은 2006년 11월 18일 토요일에 임시 개통했으며, 주말 내 무료로 운영되었다. 이후 2006년 11월 20일 오전에 정식 운영을 실시하였다.
T4는 일드프랑스 네트워크의 네번째 노선이자 프랑스 최초의 트램트레인 노선이자, SNCF가 운영하는 최초의 트램 노선이다. RATP에 의해 운영되는 다른 일드프랑스 전차 노선과는 달리,이 노선은 SNCF에 의해 운영된다.
SNCF의 정책은 대량 여객 수송의 흐름에 중점을 두어 중량 철도 운송에 집중하는 것이었다. 트램웨이 네트워크의 성공과 도시 주변 교통의 인기 증가로 인해 SNCF는 그 초점을 바꾸었다.
이 노선을 누아지르세크로 연장할 계획은 없다. 이것은 승객들이 이 복합 환승 센터에 도달하여 T1호선, RER E선(투르낭-셀 구르네 지선), Tangentielle Nord 및 파리 방면으로 연결될 수 있다.
RATP가 퓌토(Puteaux)에서 기존 노반의 라데팡스까지 T2를 확장한 덕분에, 이 노선의 엄청난 성공에 기여했다. 그럼에도 불구하고 누아지르세크 차량기지에 도착하려면 25kV의 전력이 필요하다. 열차의 이중 전력 공급(25 kV / 750 V)은 사용되지 않으며, 전 노선이 25 kV에서 전력이 공급되기 때문이다.
이 선로는 15개의 트램트래인 열차로 사용되며, 행동 강령에서 요구하는대로 우측 통행을 한다. 8km 노선을 운행하는데 19분이 소요된다. 규정에 명시된 바와 같이 차량과 정거장은 장애인이 쉽게 이용할 수 있도록 신중하게 분석된다.

#### 비판
서비스의 개선 달성에도 불구하고, 이 노선의 운영은 비판이 끊이질 않았다. 2006년 11월 18일 첫날, 두 대의 열차가 브레이크를 손상시켜 SNCF가 늦은 오후에 서비스를 중단하게하여, 많은 사용자가 도보 또는 히치 하이킹으로 계속 이동해야했다.
새로운 노선의 많은 다른 측면들이 불만을 이끌어 냈다. 열차 운전자가 음성 경고 장치를 자주 사용할 때마다 주변 거주자와 선출직 공무원 및 SNCF간에 마찰이 발생했다. 이러한 불편함 때문에 2007년 3월 중순에 주민과 지역 정치인이 모여서 음성 장치의 음량을 15dB까지 성공적으로 줄였다. 그 이후로 안전 정책이 변경되어 장치의 사용은 즉각적인 위험이있는 시점으로 제한된다.
다른 이용객은 구상의 오류 또는 완료되지 않은 인프라에 대해 불만을 표시했다. 일부 보행자 전용 통로는 개통후 1년 동안 접근하지 못했고, 계단때문에 장애인들이 특정장소에 다다를수 없었고, 제안된 대피소에 자전거를 보관할 구조물 수가 감소했다. 일부 지방자치단체의 소원에 반해 오래된 낡은 여객 건물이 사라지면서 논란이 일었다. 지방자치단체가 지원하는 단체는 코크티에 역과 라바예 역을 보존할 수 있었지만, 알레드라투르-랑데부 역 건물은 철거되었다. 자전거 도로는 2008년 봄에 착공되어 2010년 초에 개통했다.

#### 서비스 개선
서비스 개선은 2007년 12월 8일에 시행되었다. 그때부터 트램웨이는 오후 10시부터 영업이 끝날 때까지 올네의 RER B선 열차와 봉디의 RER E선으로 운행하기 시작했다. 그 날 이후로, 이 노선은 12월 31일 밤과 페트 드 라 뮈지크(Fête de la musique)의 밤에 운행되었다.
그러나 트램웨이로 이어지는 인근 버스 노선은 변경되지 않아, 하루 4만 명의 승객을 확보할 수 있게 되었다. 2007년 10월에 이 노선은 매일 29,000명의 승객을, 2009년에는 3만명의 승객을 수송했다.

## 하부 구조

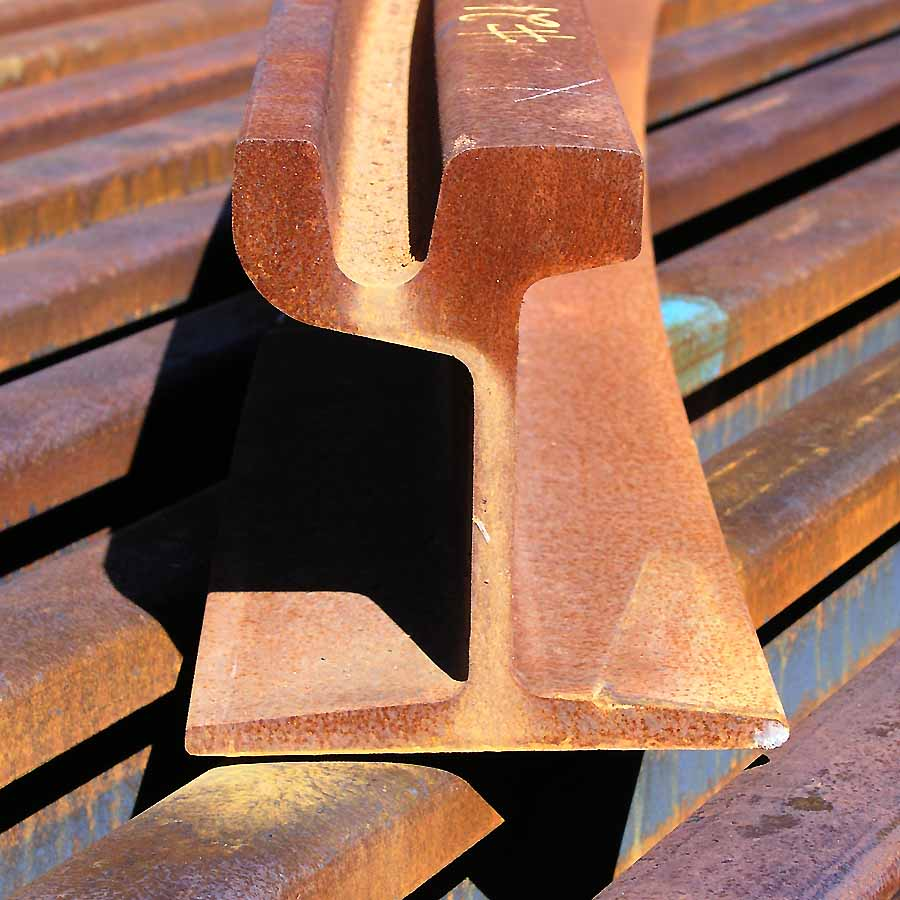
홈붙이 선로(Grooved rail)

T4는 하이브리드 노선이다. 대부분의 프랑스 철도는 1,500 V 또는 25 kV의 전력을 공급받으며, 일반적인 평저 레일(Vignole rails)과 폐색 시스템을 사용하고, 열차는 좌측 통행을 한다.
T4 노선은 25kV로 전기가 공급되며 다른 도시형 트램의 평저 레일 대신 국철 시스템과 같은 고전적인 선로를 사용한다. 이 선로는 도로 또는 녹지 공간의 오목부에 내장된 평탄한 선로이다. 대신 승강장이 짧으며, 열차가 우측 통행을 한다. 다른 트램 노선과 마찬가지로 이 노선은 다중 종단 신호를 사용하며 교차로에는 신호등이 장착되어 있다. 따라서 트램트레인은 국유 철도 시스템이나 도시형 트램 선로에서만 이동할 수 있는 차량의 기능을 능가한다.
그러나 진정한 트램트레인 형태는 2011년에 사용되지 않았으나, 향후 계획된 도시 지역으로의 트램 웨이 연장이 있어야 한다. (트램웨이 선로는 연속 750 또는 1,500 V를 사용한다.)
이 노선은 또한 프랑스 철도망 전체에 점차적으로 구현되고 있는 표준 지상 열차 무선 링크인 GSM-R 통신 시스템을 프랑스에서 처음 사용했다.

## 노선 및 역

### 노선 구조
노선은 봉디 역에서 출발한다. 봉디 역은 파리-에스트 스트라스부르빌(1호선)의 승객 건물 옆에 2개의 역 선로가 있다. 역의 북부에서 출발하여 북쪽으로 꺾기 전에 라르미즈아조렐 역까지 동쪽으로 간다. 한때 열차로 사용된 본디(Bondy) 및 파리 동역 행 고가로는 현재 북적한 상점을 이용하는데 사용된다. 이후 선로 옆에 있는 일방통행로 사이를 달린다. 빌몽블(Villemomble), 르랑시(Le Raincy), 레파비용수부아(Les Pavillons-sous-Bois)의 경계에서 올네(Aulnay)가, 알레드라투르-랑데부로 둘러싸인 빌몽블의 레 코크티에 역에서 정차한다.

노선은 파스퇴르(Pasteur) 가를 따라 가며 북쪽으로 나아가기 전에 레파비용수부아 역에서 정차한다. 루이 파스퇴르(Louis-Pasteur) & 로이(Roy) 가 사이에 위치한 가르겅(Gargan) 역에 도착한 후 4호선은 두 개의 지선으로 나뉘는데, 올네수부아 방면은 북쪽으로, 몽페르메유 방면은 동쪽으로 향한다. 현재 아리스티드 브리앙(Aristide-Briand) 가로 알려진 이전의 RN3 고가로를 타고 지상으로 다시 돌아온다. 열차는 에드아르-바일라(Édouard-Vaillant) & 모리스-베르토(Maurice-Berteaux) 가 사이를 운행한다. 조금 더 나아가, 구 라바예(L'Abbaye) 역에서 서쪽 방향으로 S자 모양의 경로를 따라 가기 전에 리세 앙리 셀리에 역에서 정차한다. 그 다음 프렝빌-세브랑 역에서 정차하고, 우르크 운하를 건너기 전에 웨스팅하우스(Westinghouse) 가라고 불리는 RN370을 따라 운행한다. 이 시점부터 열차는 서쪽으로 직접간다. 루주몽-샹트루(Rougemont-Chanteloup) 역에서 정차한 후 루아지(Roissy)의 분기점 근처의 La Plaine à Hirson 선에 도달하고 몇 백 미터 동안 진행한다. 열차는 올네수부아역 역 이후 노선의 출발점에서 7,900 m 떨어진 두 개의 두단 선로에서 운행을 완료한다. 

실제 지형에 따른 노선도

### 차량 정비
이 노선의 트램트레인은 센생드니주의 누아지르세크에 위치한 파리-에스트(Paris-Est) 기술 정비소에서 관리한다. 이들은 RER E선 개통 후에 개조되었다.
이 정비소에는 파리-에스트 대상의 트랑지리앵 네트워크 차량을 유지 및 관리한다: 28대의 Z 20500 차량, 프랑지리앵 P선에 운용하는 30대의 rames inox de banlieue(스테인레스 스틸 교외 차량) 또는 RIB, 53대의 RER E선용 차량.
유지 보수 영역에는 210 x 90m 공간과 10 개의 특수 선로가 있다(하나는 동시에 들어 올리기, 하나는 부품을 제거하기, 두개는 청소하기, 두개는 트램 열차 수리 구덩이, 네 개는 차량 수리 구덩이). 이 정비소에는 움직일 수있는 리프트 바스켓과 교형 크레인이 포함되어 있다. 또한 단기적 정비 및 청소 작업을 위한 실외 빔도 포함된다. 그것은 길이 245 m 길이의 선로를 가지고 있다.:(5개의 선로는 열차 지붕에 접근할 수 있는 수리용 구덩이, 14개의 선로는 지상에 있으며, 그 중 4개는 플랫폼을 포함한다.)

## 역 목록
|  |   |  | 역명(한국어)        | 역명(불어)                     | 좌표                                                              | 구역 | 소재지                 | 연결 노선                                  |
|  | - |  | ------------------- | ------------------------------ | ----------------------------------------------------------------- | ---- | ---------------------- | ------------------------------------------ |
|  | ■ |  | 올네수부아          | Aulnay-sous-Bois               | 북위 48° 55′ 55″ 동경 2° 29′ 47″ / 북위 48.931946° 동경 2.496256° | 4    | 올네수부아             | RER 선 · RER B선 · 트랑지리앵 · 트랑지리앵 |
|  | • |  | 루주몽-샹트루       | Rougemont - Chanteloup         | 북위 48° 55′ 51″ 동경 2° 30′ 55″ / 북위 48.930875° 동경 2.515149° | 4    | 세브랑, 올네수부아     |                                            |
|  | • |  | 프렝빌-세브랑       | Freinville - Sevran            | 북위 48° 55′ 36″ 동경 2° 31′ 09″ / 북위 48.926726° 동경 2.519049° | 4    | 세브랑                 |                                            |
|  | • |  | 라바예 (수도원)     | L'Abbaye                       | 북위 48° 55′ 19″ 동경 2° 30′ 59″ / 북위 48.92201° 동경 2.51648°   | 4    | 리브리가르강           |                                            |
|  | • |  | 리세 앙리 셀리에    | Lycée Henri Sellier            | 북위 48° 54′ 58″ 동경 2° 30′ 54″ / 북위 48.91619° 동경 2.515005°  | 4    | 리브리가르강           |                                            |
|  | • |  | 가르강              | Gargan                         | 북위 48° 54′ 30″ 동경 2° 31′ 01″ / 북위 48.90824° 동경 2.517006°  | 4    | 레파비용수부아         |                                            |
|  | • |  | 레파비용수부아      | Les Pavillons-sous-Bois        | 북위 48° 54′ 09″ 동경 2° 30′ 42″ / 북위 48.902489° 동경 2.511738° | 4    | 르랑시, 레파비용수부아 |                                            |
|  | • |  | 알레드라투르-랑데부 | Allée de la Tour - Rendez-Vous | 북위 48° 53′ 49″ 동경 2° 30′ 23″ / 북위 48.897037° 동경 2.506298° | 4    | 빌몽블                 |                                            |
|  | • |  | 레 코크티에         | Les Coquetiers                 | 북위 48° 53′ 33″ 동경 2° 29′ 58″ / 북위 48.892512° 동경 2.499421° | 3    | 빌몽블                 |                                            |
|  | • |  | 라르미즈아조렐      | La Remise à Jorelle            | 북위 48° 53′ 35″ 동경 2° 29′ 15″ / 북위 48.893137° 동경 2.487587° | 3    | 봉디                   |                                            |
|  | ■ |  | 봉디                | Bondy                          | 북위 48° 53′ 39″ 동경 2° 28′ 49″ / 북위 48.894061° 동경 2.48027°  | 3    | 봉디                   | RER 선 · RER E선                           |

(굵은 글씨의 역은 특정 통행의 시종착역으로 사용된다.)

## 운행

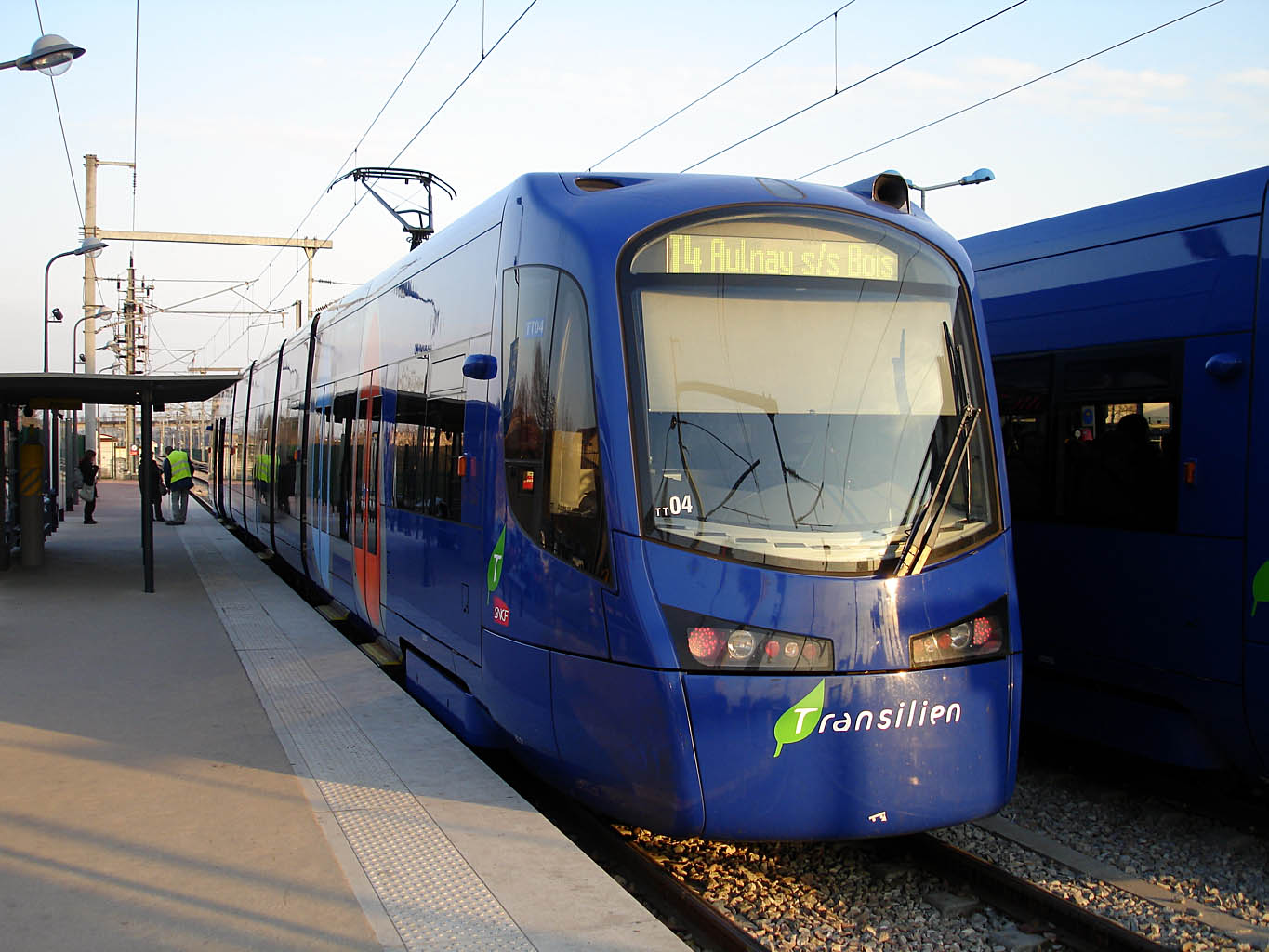
봉디 역에 정차한 A U 25500 TT04 전차

T4 트램-트레인 노선은 SNCF에서 운영하며, 대략 오전 4:30부터 오전 1:20까지 일년 내내 운행한다. 15대의 U 25500 전차가 있으며 봉디에서 올네(Aulnay)까지 약 20분이 소요된다.
페트 드 라 뮈지크(Fête de la musique)나 신년전야와 같은 중요한 행사가 열리는 동안 24시간 동안 서비스가 계속 유지 될 수 있다. 이 기간 동안 "Nuit Festive"(축제 밤) 트램트레인은 30분 마다 운행된다.

### 운행 시간
월요일~토요일간 노선 운행 시간은 아래와 같다.
- 오전 4:30 ~ 오전 6:00 : 9분당 한대
- 오전 6:00 ~ 오후 8:00 : 6분당 한대
- 오후 8:00 ~ 오후 10:00 : 9분당 한대
- 오후 10:00 ~ 오전 1:20 : 15분당 한대

일요일 및 공휴일 노선 운행 시간은 아래와 같다.
- 오전 4:30 ~ 오후 10:00 : 9분당 한대
- 오후 10:00 ~ 오전 1:20 : 15분당 한대

### 철도 차량

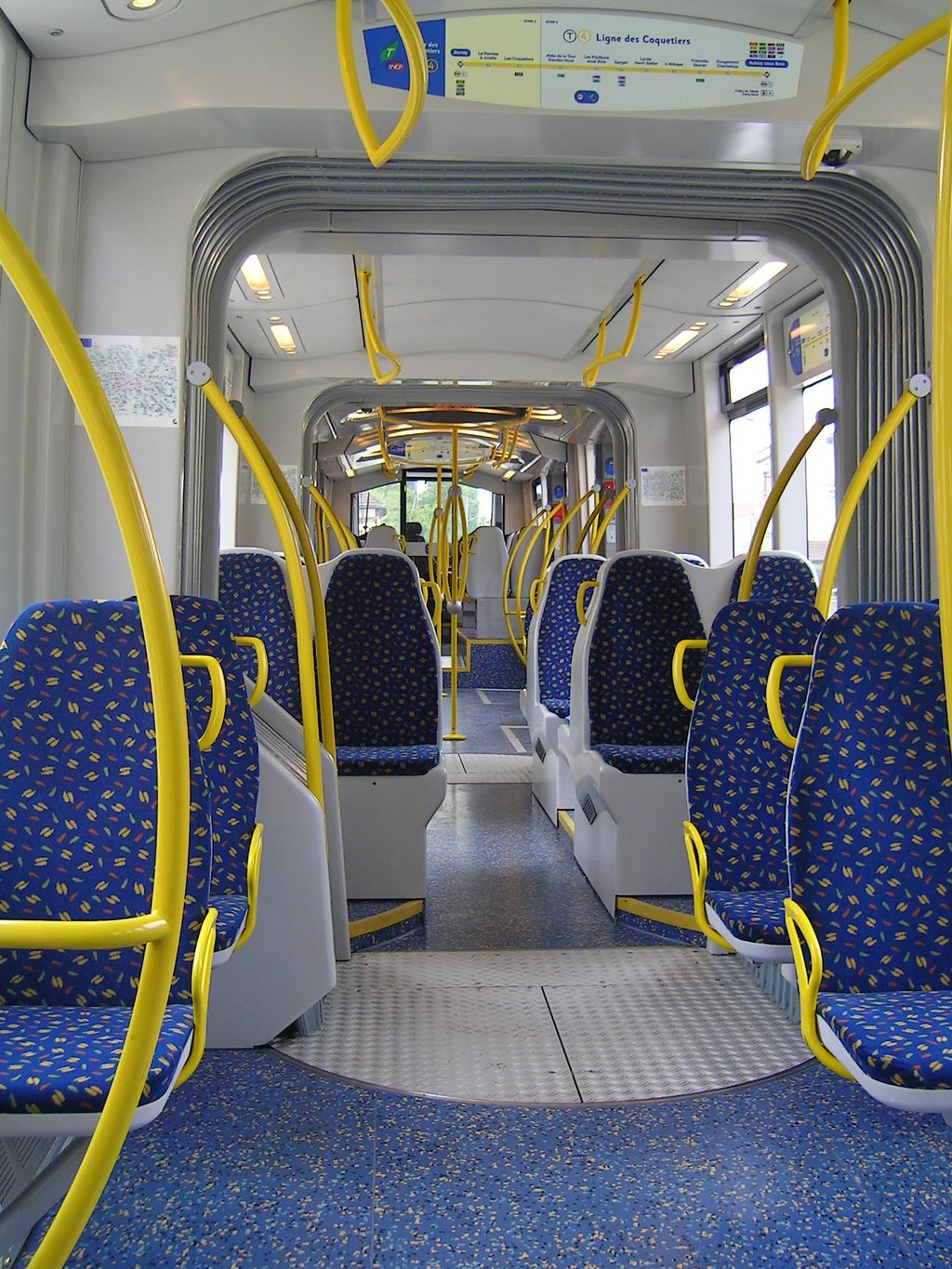
차량 내부

2011년에 T4호선은 지멘스(Siemens)가 아반토(Avanto)라고 부르는 15대의 U 25500s 열차를 사용했다. 일반 운행 9대, 예비 4대, 유지 보수 2대로 나뉜다.
2011년 7월 4일부터 이 예비 노선 차량은 SNCF Esbly-Crécy 철도 셔틀로 이용했다. 그러나, 2011년에는 단 하나의 차량만 셔틀로 이용했다. 15대의 차량 중 2대를 사용하는 셔틀의 교통 총괄 제어가 가능했다.
아반토 차량은 2001년 SNCF가 입찰을 요청한 이후에 선정되었다. 독일의 건축업자 지멘스가 유치를 따냈는데, 독일은 트램트레인 개념이 시작된 곳이다. 이것은 프랑스 철도에서 운행할 수 있는 최초의 트램웨이형 열차였다.
각 37 미터 길이의 유닛은 5개의 굴절부로 구성되며 242명의 승객(80석) 수용력을 갖추고 있다. 출입문에는 나이트 블루 색상으로 도색되어 있으며, 트랑지리앵(Transilien)로고가 붙여졌다. 1차 도입분은 2005년 11월에 도로로 인도되었으며, 2006년 11월에 12대를 출고 할 준비가 되었다. 차량의 최고 속도는 100 km/h이지만, 실제 노선상에서는 그렇게 빠르게 운행하지는 않는다.
TT07형 차량은 2006년 10월 사고로 사망한 누아지르세크의 생산 관리 부서의 젊은 기술자를 기리며 Jérémy란 이름으로 정했다.

### 운전 및 신호체계

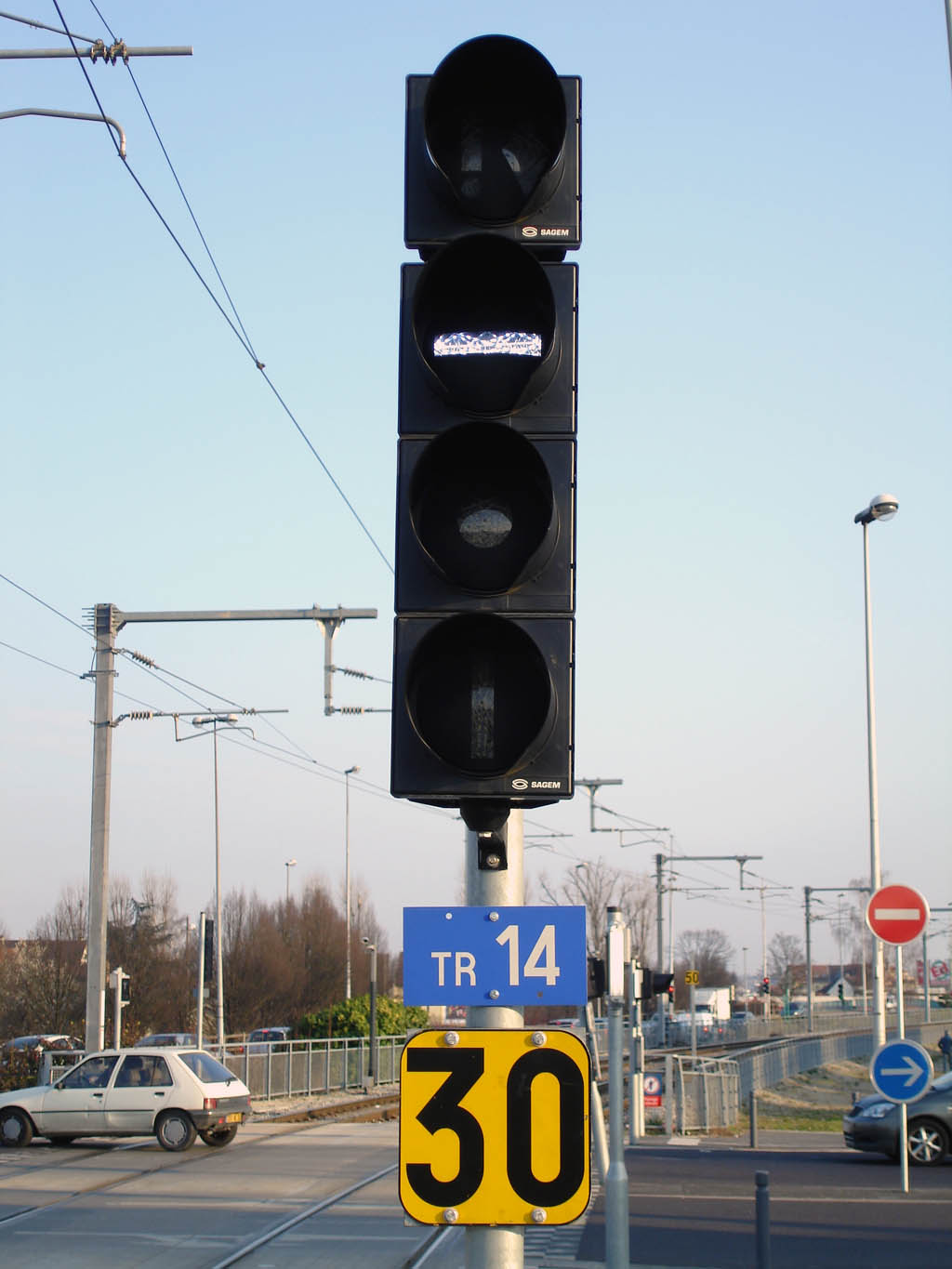
교차 구간에서의 차량 제어용 R17 신호등: 전차는 여기서 멈춰야한다. 속도 제한은 30 km/h이다.

노선 속도 제한은 70 km/h이다. 도시 지역(대부분의 구간)에서는 50 km/h이고, 교차구간에 접근할 때는 30 km/h이다.
선로가 열렸을 때, SNCF는 새로운 지위를 만들었다.(트램-트레인 승무원 (conducteur Tram-Train, CRTT)). 따라서 이 승무원은 이 노선에서만 운영한다. 일반적으로 한 차량 기지의 승무원은 필요에 따라 다른 유형의 열차를 운영하고 정기적으로 노선을 변경한다.
속도 제한은 승무원에 의해 제어된다.: 노선은 속도 제한 신호, 경로 보호 신호 및 도로 교차 보호 신호만을 포함한다. 전자의 경우 도로 네트워크에는 고전적인 R11형의 삼색 신호등이 장착되어 있으며 철도 선에는 R17 표시등이 있다.
검은색 바탕에 가로 흰색선과 하얀 동그라미는 정지를 의미하고 세로 흰 선은 진행을 의미한다. 운영 지원 신호(도로 교차점에서 우선 순위에 대한 요청이 제자리에 들어 갔음을 나타내는 마름모꼴 조명)는 신호 처리를 완료한다.
경로 보호 신호는 스위치 및 교차 지점에 있다. 속도 제한 표지판은 노란색 배경에 검은 색 숫자가 있는 사각형 패널이다.

### 운영 직원

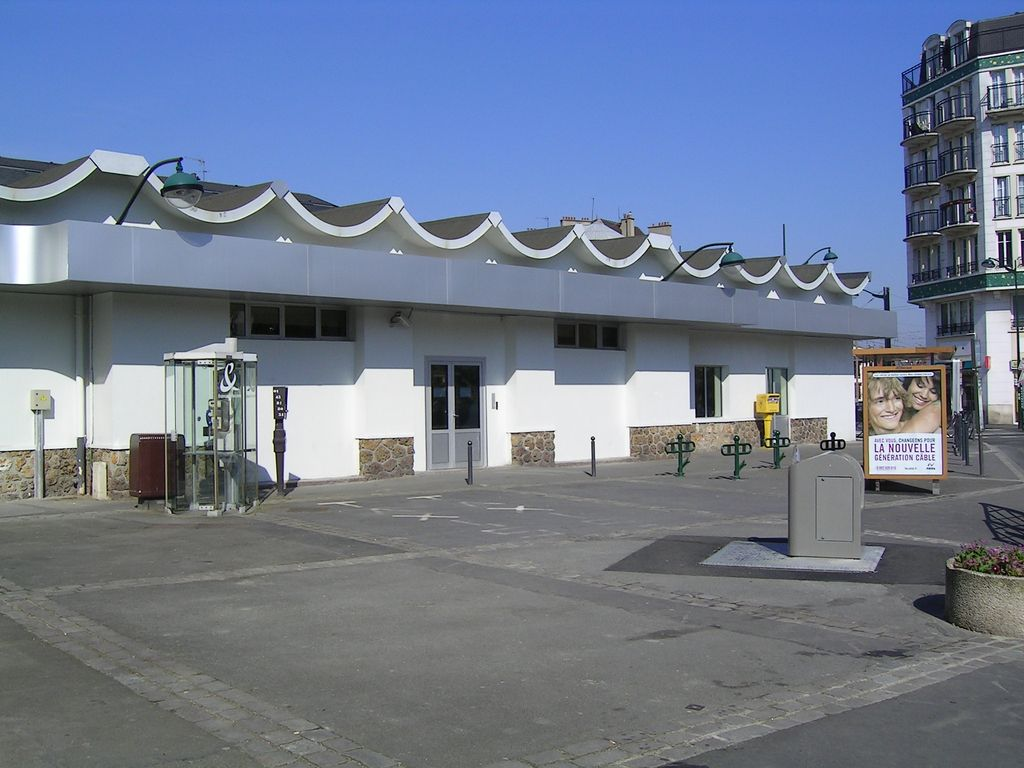
Gargan의 T4호선 운영 센터.

2005년 SNCF는 파리-노르(Paris-Nord) 및 파리-에스트 시설을 통해 센생드니 주 총회와 계약을 체결했다. Passerelle-Emploi 또는 "고용 게이트웨이(employment gateway)"라고 하는 이 계약은 부서 내에서 신규 직원을 우선 고용하게 만든다. 고용된 직원의 3분의 1은 부서에서 왔다. 41명의 직원 중 27명이 지휘자가 되었고 14명이 영업 담당자가 되었다.
2007년에 이 노선에는 49명의 승무원 (7명은 여성), 동력 생산 책임자, 2명의 관리자가 있었다. 또한 영업 사원 28명과 팀 훈련 진행자 및 조수가 있었다. 이 직원 중 절반은 외부에서 고용되었다. T4에는 또한 3명의 부서장과 17 명의 관리자가 감독하는 12명의 도시 철도 운향관리원과 12명의 직원이 있어 누아지르세크에서 차량을 유지 관리한다.
철로 경찰 팀(SUGE)과 차내 카메라를 통해 안내원이 차량 내부를 볼 수 있게 하여 안전을 보장한다.
2012년 여름에는 사회적 갈등이 있었으며, 안내원의 기업 조직이 변경된 후 대체 버스를 사용하게 되었다.

### 요금제
T4는 개통당시 일드프랑스 트램중 유일하게 티켓 t+를 채택하지 않았다. 티켓 t+가 SNCF에 의해 운영되었기 때문에, T4는 트랑지리앵 요금 시스템에 머물렀다. 그러나 2007년 6월에 STIF에서 결정한 이후, 2007년 7월 1일에 채택 된 새로운 티켓 t+는 T4에서 2008년 첫 번째 시험 기간까지 사용되었다. RATP/SNCF 이중 운임 시스템으로 인한 기술적인 문제는 2008년 7월 1일까지 이행이 지연되었다. 출발지/목적지 티켓은 SNCF에서 계속 판매하지만, 노선 별 티켓은 더 이상 제공되지 않는다. 다른 일드프랑스 트램과 달리 요금 확인은 승강장에서 이루어진다. 차량에는 발권기가 없다.

### 이용객 수
2007년 2월, T4 노선의 이용객은 하루에 21,000명으로 증가했다. 2007년 10월에는29,000에 도달했다. 이 노선에 대한 장기적 예측에 의하면 일일 승객 40,000명이다.

## 같이 보기
- 트랑지리앵 파리-에스트 선
- 파리-스트라스부르 철도 (통칭 1호선)
- 일드프랑스 트램
- 트랑지리앵
- 일드프랑스 교통 연합 (STIF)

## 문헌
- Jean Tricoire, Le Tramway à Paris et en Île-de-France, La Vie du Rail, 2007, 143 p.
- Plaquette sous la direction de Jean-Barthélémi Debost (service du patrimoine culturel - Conseil général de la Seine-Saint-Denis),La ligne des Coquetiers (1875 - 2006) : de Bondy à Aulnay, un chemin de fer au service du développement local 보관됨 2013-12-02 - 웨이백 머신, Éditions du Conseil général, Bobigny 2007, 12 p.
- Gérard Géraud, Michel Mérille, La Ligne de M. Gargan. L’histoire ferroviaire de l’Est parisien, Les Pavillons-sous-Bois, Amarco éd., 2004, 351 p, ISBN 2-9509571-8-8

## 참고
1. ↑  Pour alléger le tableau, seules les correspondances avec les transports guidés (métros, trains, tramways, etc.) et les correspondances en étroite relation avec la ligne sont données. Les autres correspondances, notamment les lignes de bus, sont reprises dans les articles de chaque station.
2. ↑  가르강에서는 1890년부터 1930년까지 가르강-리브리 증기 트램으로 비슷하게 제공되었다. 1914년에 3km로 6개의 중간 정류장을 통해 18분 또는 19분씩 매일 17번 왕복하였다.